# Aleksander Gierymski
Ignacy Aleksander Gierymski (n. 30 ianuarie 1850, Varșovia, Imperiul Rus – d. martie 1901, Roma, Regatul Italiei) a fost un pictor polonez din secolul al XIX-lea, reprezentant al realismului și precursor al impresionismului polonez. El a fost fratele mai mic al lui Maksymilian Gierymski. A făcut parte din Grupul de la München.

## Biografie

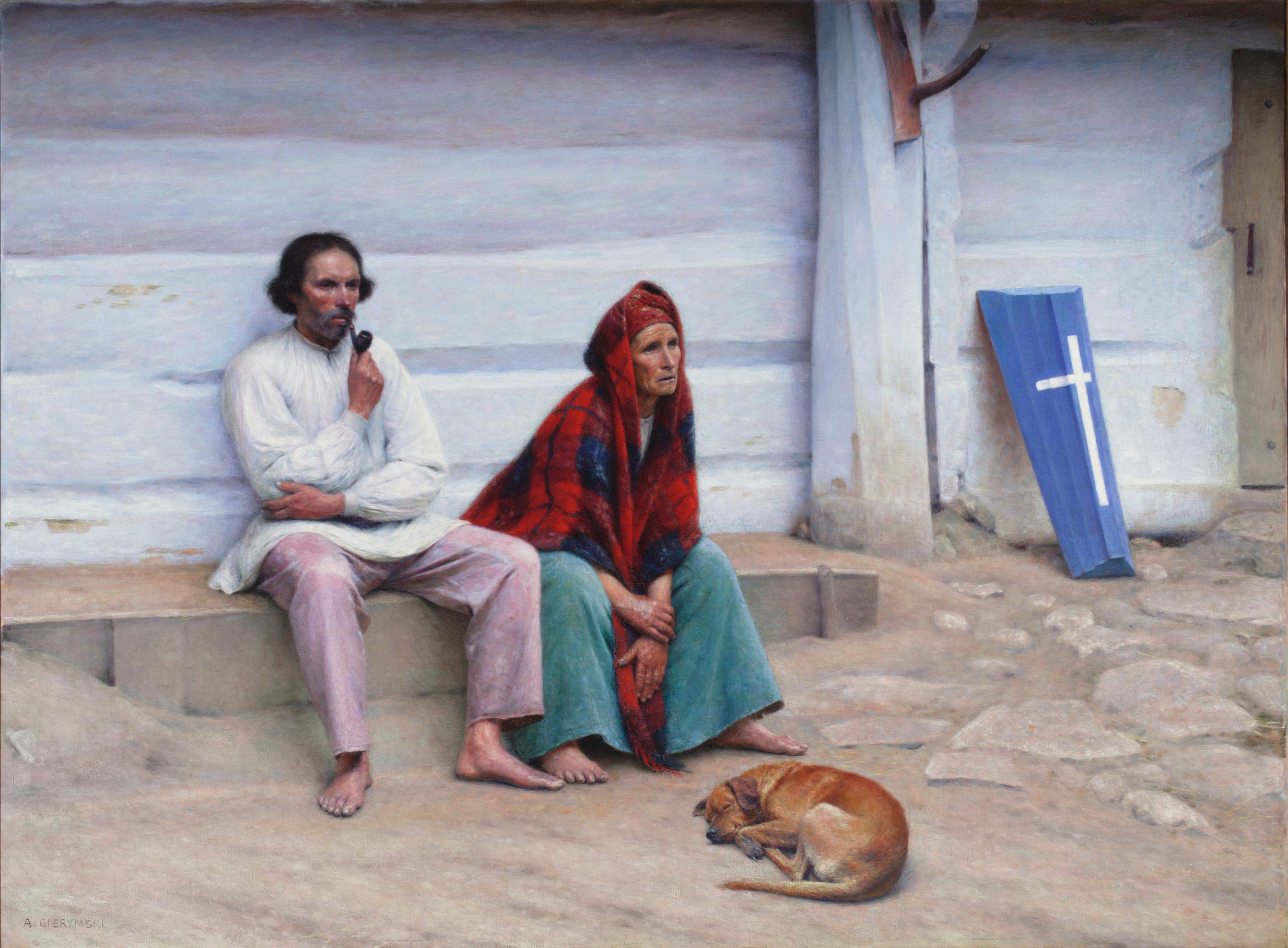
Sicriul țăranului

Aleksander Gierymski a fost fiul lui Iosif Gierymski, administrator al Spitalului Ujazdowski din Varșovia și al Julietei Kielichowskich. Aleksander a terminat Liceul nr.III din Varșovia în anul 1867 după care a urmat în același an studii universitare la Varșovia, iar între 1868 - 1872 a studiat la Academia de Arte Frumoase München, academie pe care a absolvit-o ca premiant.  Între 1873 și 1874 rămâne în Italia, la Roma, unde realizează primele sale opere celebre „Roman Inn” și „Morra Game” cu care Aleksander Gierymski revine la Varșovia și deschide o expoziție la începutul anului 1875 la Galeria Zachęta. Ambele picturi au primit aplauzele publicului și ale criticii de artă.
La sfârșitul anului 1875, artistul se întoarce la Roma unde rămâne până în anul 1879, perioadă în care evoluează datorită multiplelor studii pe care le face cu privire la pictura italiană. Cea mai importantă lucrare din perioada romană a fost „În foișor”. Aceasta a fost un preambul la ceea ce va urma în pictura sa, impresionismul, reprezentat ulterior de pânze ca : „Cylinder on a table”(Cilindru pe o masă), „Man in red tail” și altele. În pictura „În foișor” se poate observa o scenă de reuniune socială din secolul al XVIII-lea care are loc într-un foișor iluminat din spate. Compoziția îi dă posibilitatea lui Gierymski să se joace ca un adevărat vrăjitor cu lumina și culoarea, creația sa putând fi comparată cu operele impresioniștilor francezi contemporani, ale căror realizări  Gierymski nu le văzuse încă, deoarece nu vizitase Parisul.
Cea mai bună perioadă a lui  Gierymski a fost între anii 1879 - 1888, la Varșovia, unde a lucrat într-un grup de tineri scriitori și pictori polonezi care publicau în revista periodică Wędrowiec. Liderul acestui grup era Stanisław Witkiewicz, care s-a luptat din greu pentru a realiza o recunoaștere publică a lui Aleksander Gierymski. Picturile executate de către acesta din urmă, în acești ani au fost „Evreică vânzând portocale” (engleză Jewish women selling oranges), „Poarta vechiului turn” (engleză The Old Town Gate) , „Marina Solec”, „Festivalul trompetelor” și altele bazate pe viața oamenilor săraci din cele două districte ale Varșoviei, Powiśle și Orașul Vechi. Din păcate, lucrările sale nu au fost receptate pozitiv de către societatea poloneză a vremii. Ca urmare a dezmăgirii care l-a cuprins, artistul părăsește Varșovia în anul 1888, alegând Germania și mai apoi Franța. Schimbând mediul de viață, a schimbat și tematica pictând mai mult peisaje. Frecvent a pictat scene de noapte cu iluminare artificială, vezi „München noaptea”, „Opera din Paris noaptea”, „Crepuscul peste Sena”.
În anul 1893 revine în Polonia unde rămâne până în anul 1895 cu scopul declarat de a aplica pentru un post de profesor al Academiei de Arte Frumoase din Cracovia. Acest imbold îl stimulează în arta picturii, realizând noi pânze, ca „Sicriul țăranului” (engleză Peasant's Coffin). În ultimii ani ai vieții, Gierymski rămâne în Italia unde pictează Bazilica San Marco din Veneția, Piazza del Popolo din Roma sau perspective din Verona.
Dezamăgirile sale sunt afișate pe autoportretul pictat cu un an înaintea morții sale. El se uita la lume cu ochii unui naturalist în ciuda temperamentului său tumultuos. Ultimii ani ai vieții îi petrece într-un spital de boli psihice, deși el a lăsat o moștenire unică. Gierymski a murit între 6-8 martie 1901 la Roma, într-un spital de boli psihice de pe Via Lungara Street. El a fost îngropat în Cimitirul Campo Verano din Roma la 10 martie 1901.

## Lucrări celebre
- Evreică vânzând lămâi(1881), Muzeul Silezia , Katowice , Polonia
- Evreică vânzând portocale (1881), Muzeul Național din Varșovia (furată în 1944, în Germania, în 2010) [9]
- În foișor (1882), Muzeul Național din Varșovia
- Powiśle (1883), Muzeul Național din Cracovia  - Galeria de pictură secolul al XIX-lea polonez de artă de la Sukiennice
- Sărbătoarea Trompetelor I (1884), Muzeul Național din Varșovia
- Sablare (1887), Muzeul Național din Varșovia
- Piața Wittelsbach din München pe timp de noapte (1890), Muzeul Național din Varșovia
- Amurg peste Seine (1892-1893), Muzeul Național din Cracovia  - Galeria de pictură secolul al XIX-lea polonez de artă de la Sukiennice
- Sicriul țărănesc (1894-1895), Muzeul Național din Varșovia
- Un băiat transportând un snop de paie (1895), Muzeul Național din Wrocław
- Lacul în apus de soare (1900), colecția privată
- Piatra de pin lângă Villa Borghese din Roma (1900), Muzeul Național din Cracovia  - Galeria de pictură secolul al XIX-lea polonez de artă de la Sukiennice
- Marea (1901), Muzeul Național din Varșovia

## Galerie imagini

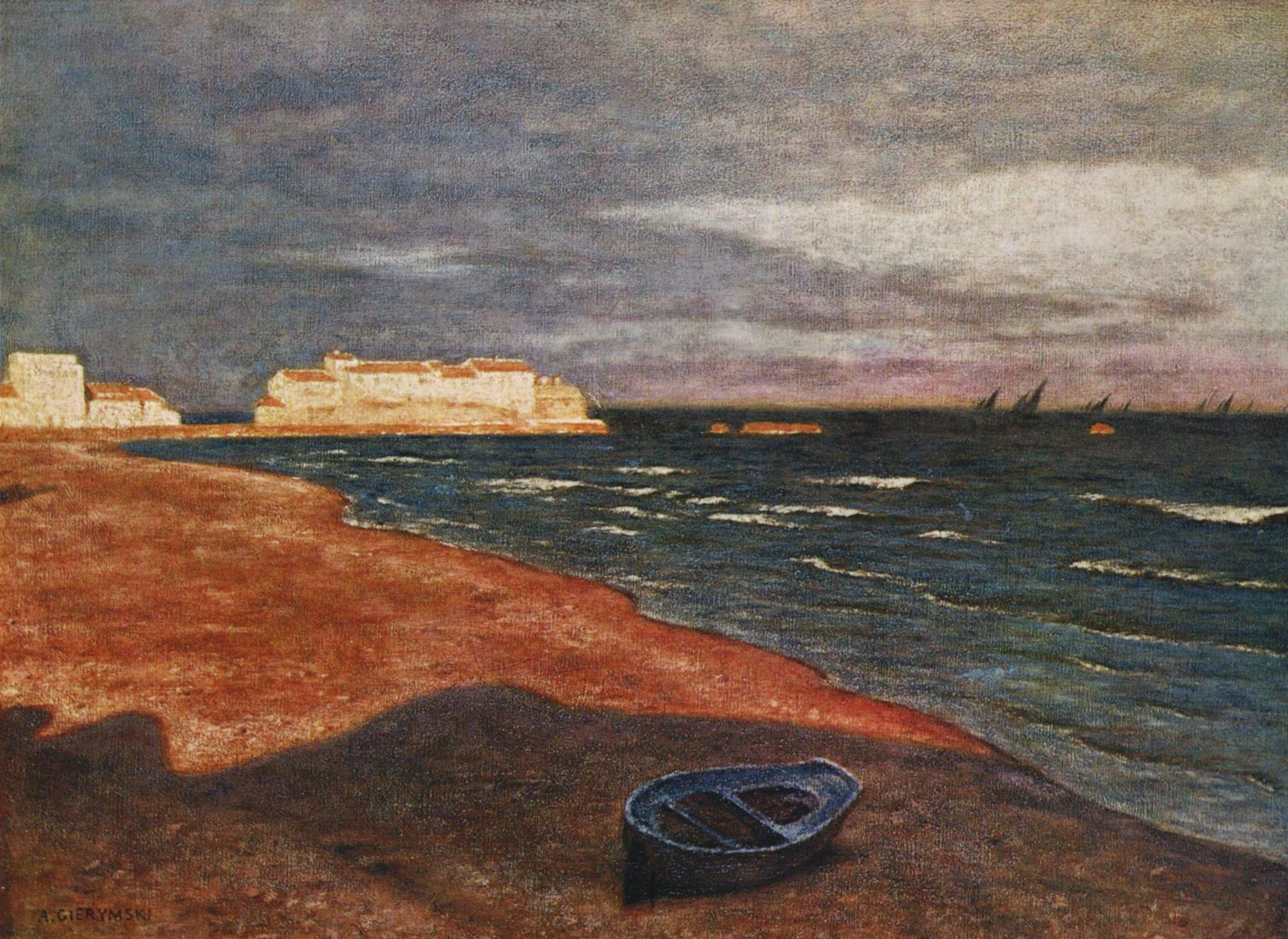
Marea
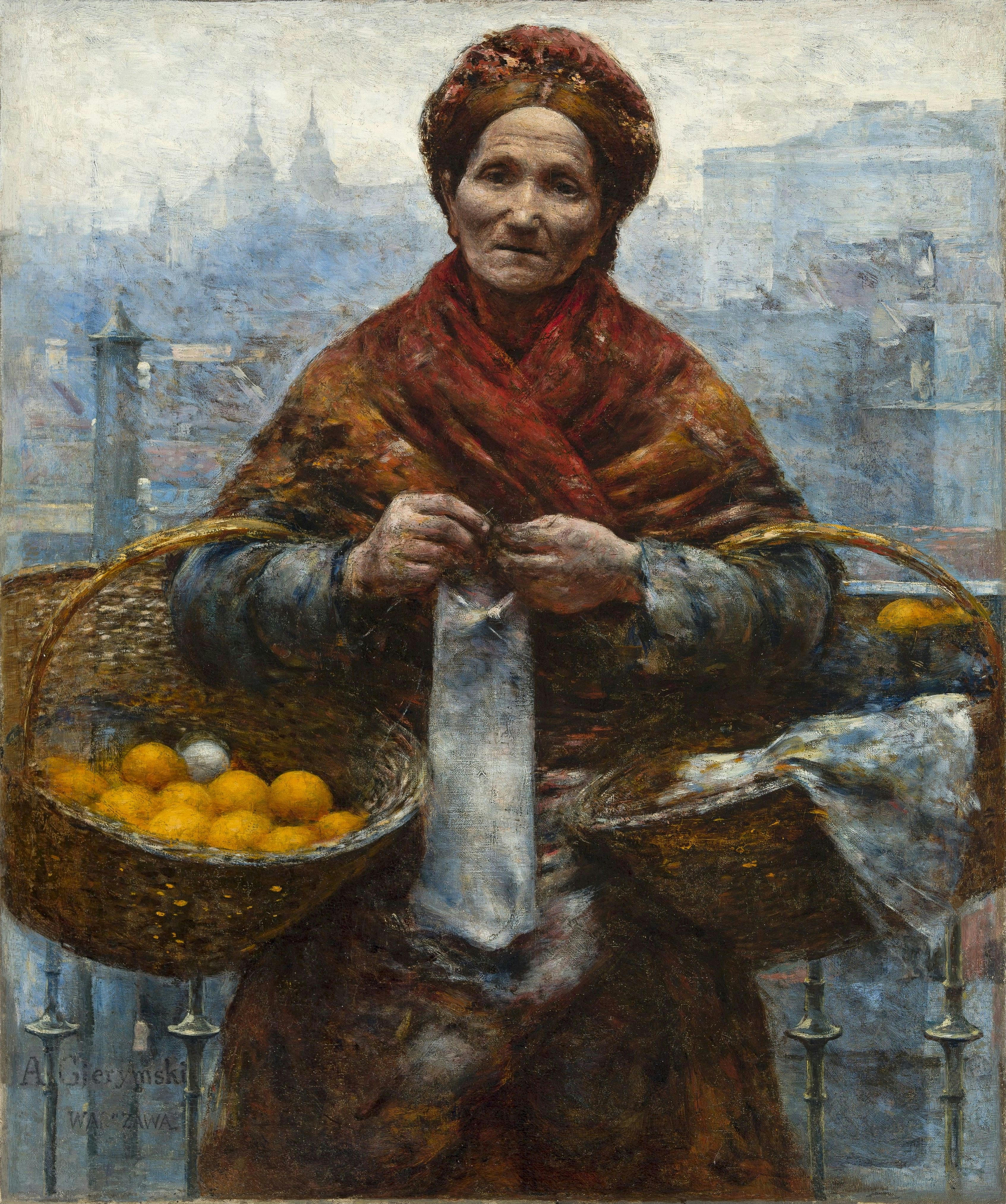
Evreică vânzând portocale
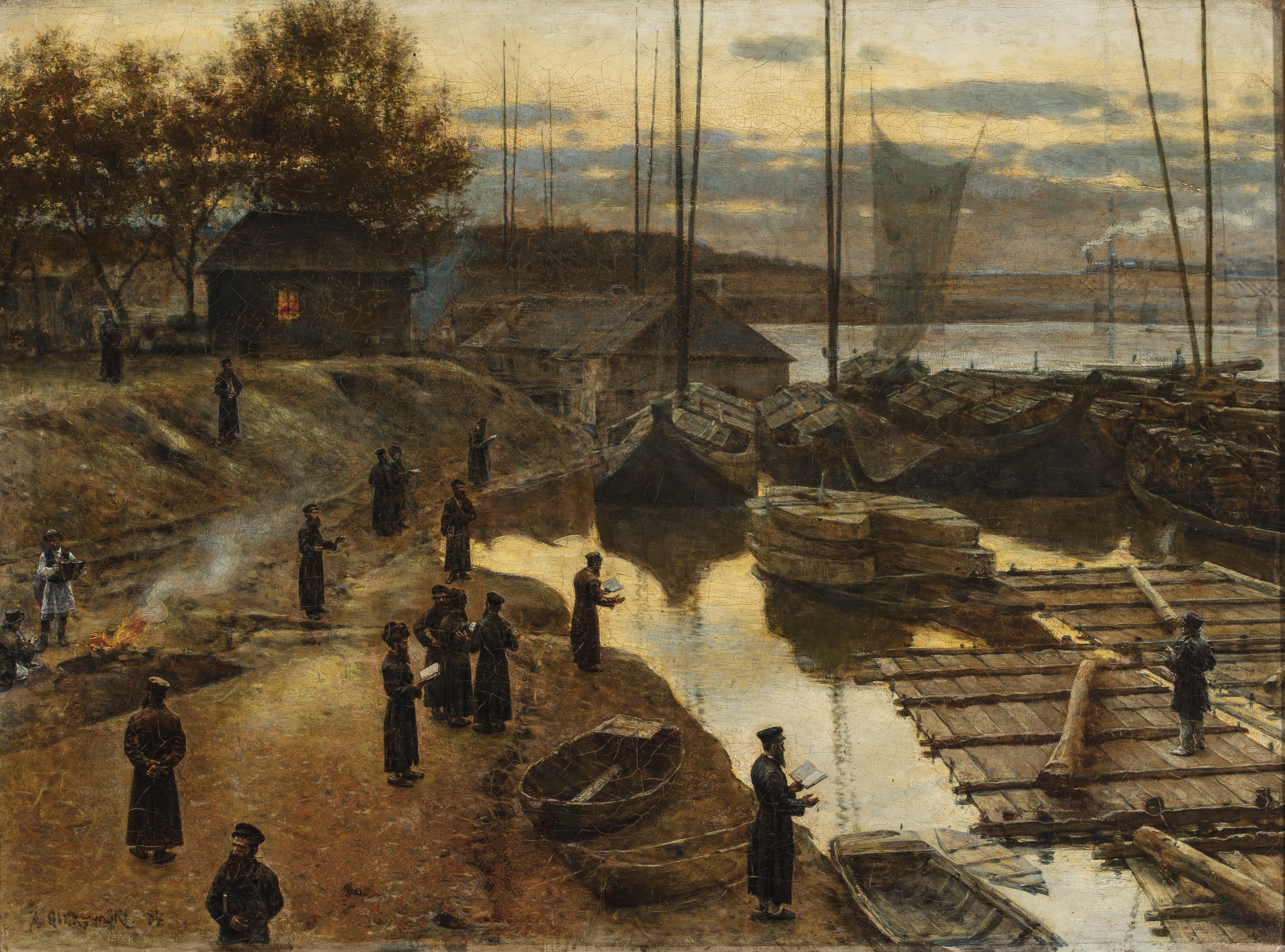
Sărbătoarea trompetelor
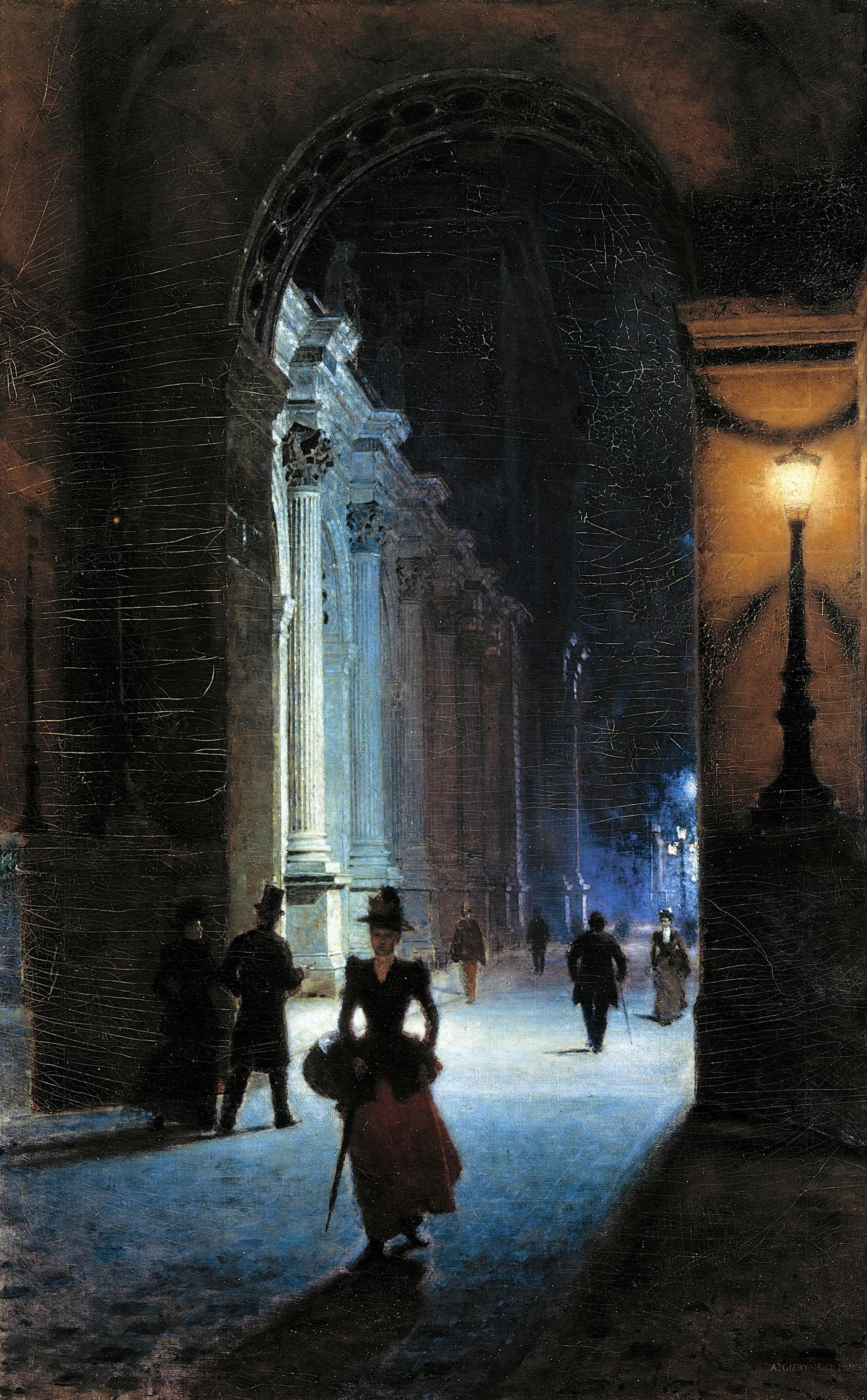
Luvrul noaptea
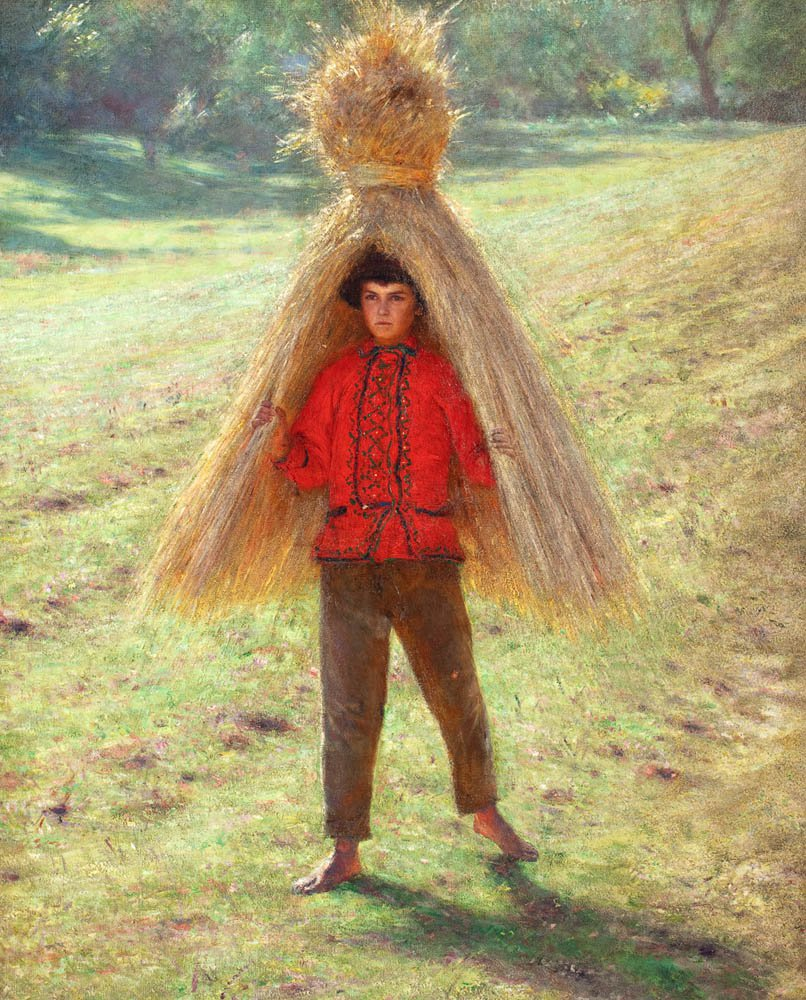
Un băiat transportând un snop de paie
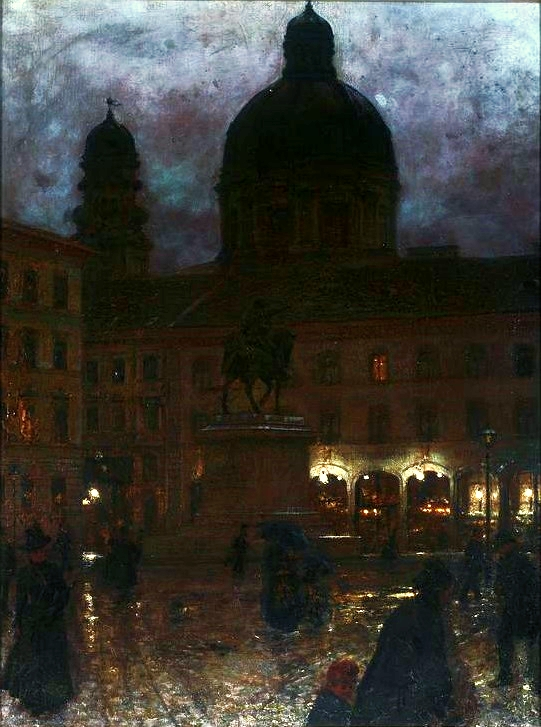
Piața Wittelsbach din München pe timp de noapte
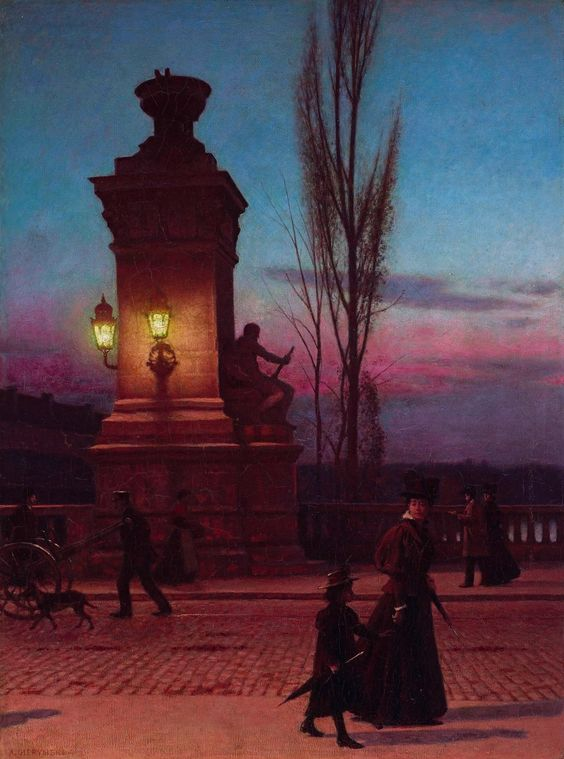
Pod în München